# Male Pijace
Male Pijace (izvirno srbsko Мале Пијаце; madžarsko Kispiac) je naselje v Srbiji, ki upravno spada pod Občino Kanjiža; slednja pa je del Severnobanatskega upravnega okraja.

## Demografija
V naselju živi 1577 polnoletnih prebivalcev, pri čemer je njihova povprečna starost 40,8 let (39,3 pri moških in 42,3 pri ženskah). Naselje ima 734 gospodinjstev, pri čemer je povprečno število članov na gospodinjstvo 2,71.
To naselje je v glavnem madžarsko (glede na popis iz leta 2002), a v času zadnjih treh popisov je opazno zmanjšanje števila prebivalcev.
|  |

| Demografija | Demografija     | Demografija     |
| Leto        | Št. prebivalcev | Št. prebivalcev |
| ----------- | --------------- | --------------- |
|             |                 |                 |
|             |                 |                 |
|             |                 |                 |
|             |                 |                 |
| 1948        | 2763            |                 |
| 1953        | 2694            |                 |
| 1961        | 2539            |                 |
| 1971        | 2402            |                 |
| 1981        | 2336            |                 |
| 1991        | 2144            | 2144            |
| 2002        | 2017            | 1988            |
|             |                 |                 |

| Etnična sestava po popisu iz leta 2002 | Etnična sestava po popisu iz leta 2002 | Etnična sestava po popisu iz leta 2002 | Etnična sestava po popisu iz leta 2002 | Etnična sestava po popisu iz leta 2002 |
| -------------------------------------- | -------------------------------------- | -------------------------------------- | -------------------------------------- | -------------------------------------- |
| Madžari                                | Madžari                                |                                        | 1.916                                  | 96,37%                                 |
| Srbi                                   | Srbi                                   |                                        | 34                                     | 1,71%                                  |
| Jugoslovani                            | Jugoslovani                            |                                        | 8                                      | 0,40%                                  |
| Makedonci                              | Makedonci                              |                                        | 4                                      | 0,20%                                  |
| Bunjevci                               | Bunjevci                               |                                        | 4                                      | 0,20%                                  |
| Hrvati                                 | Hrvati                                 |                                        | 3                                      | 0,15%                                  |
| Romi                                   | Romi                                   |                                        | 3                                      | 0,15%                                  |
| Rusini                                 | Rusini                                 |                                        | 1                                      | 0,05%                                  |
| Neznano                                | Neznano                                |                                        | 0                                      | 0,0%                                   |